# 阿尔道利
阿尔道利（義大利語：Ardauli）（撒丁语称Ardaule) ，是意大利撒丁岛 奥里斯塔诺省的一个市镇,它属于岛中部的巴里加杜地区。。总面积20.55平方公里，人口747人，人口密度48.4人/平方公里（2009年）。ISTAT代码为095007。